# Велики курасо
Велики курасо (лат. Crax rubra) је врста птице из рода Crax, породице . Моногамна је врста, те је распрострањен у кишним шумама од источног Мексика кроз Средњу Америку до западне Колумбије и северозападног Еквадора. Храни се многим воћем, смоквама и чланконошцима. 

## Опис
Дуга је 78-92 cm, док је тешка 3.100-4.800 грама и доста је велика птица . Најтежа је врста своје породице, али постоје неке врсте из породице једнако или више дуге него она.
Мужјак је црн с коврчавом ћубом, белим трбухом и жутом израслином на кљуну, док су му ноге сиве боје. Код женки постоје три облика у боји перја: пругасти облик с пругастим вратом, покровним перјем, крилима и репом, риђи облик с црвенкасто-смеђим перјем и пругастим репом, те тамни облик с црнкастим вратом, покровним перјем и репом.